# Монастырь Святого Олафа и Пророка Илии
Монастырь Святого Олафа и Пророка Илии (норв. Klosteret av de hellige Kong Olav og Profet Elias) — единственная (на 2024 год) православная женская монашеская община в Норвегии. До времени строительства основного комплекса зданий, сестричество проживает в арендованных помещениях на ферме Русет в деревне Фьёра в коммуне Нурдал, (Норвегия).

## История
План строительства первого женского православного монастыря на одном из уступов холма Сюлтефьелл в Норвегии возник в 1991 году и получил поддержку местных властей, обратившихся за поддержкой к архиепископу Афинскому Иерониму (Лиапису). Народное предание связывает это место со святым королём Олафом Норвежским, который отплывая в 1028 году из Сюлте, вступил в схватку с гигантским морским чудовищем, напавшим на королевский корабль. Вид поверженного королём чудовища чудесным образом запечатлелся на скале в виде змеевидного кварцевого отложения.
Основательницей общины стала монахиня норвежского происхождения Тавория. На начало своей деятельности она получила благословение своего духовника архимандрита Элладской православной церкви Дионисия (Каламбокаса) и патриарха Грузинского Илии II, после чего арендовала в коммуне Нурдал бывший дом священника, где обустроила домовый храм, названный в честь святого мученика короля Олафа Норвежского и пророка Илии. Первоначально ежедневные богослужения совершал иеромонах Дионисий (Бордзикули), бывший до пострига известной в Грузии моделью. В настоящее время богослужения в общине проводятся настоятелем монастыря святой Суннивы архимандритом Дамаскиным.

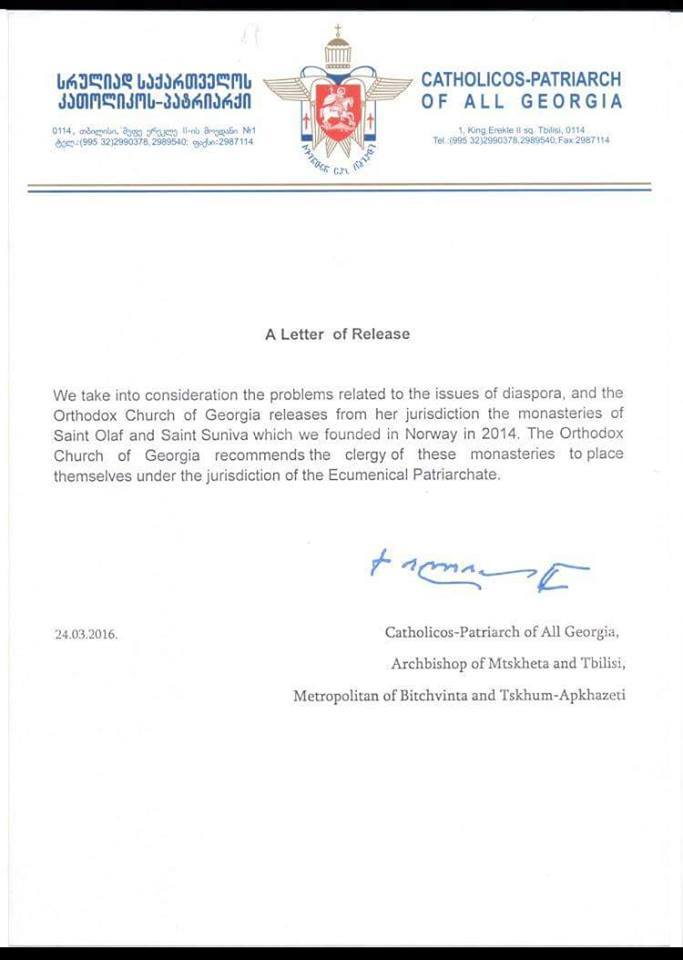
Отпускная грамота 2016 года

Ожидалось, что крест в основание строящегося на одном из уступов горы Сюлтефьелл монастыря заложит патриарх грузинский Илия II, однако, намеченный на 13 августа 2015 года, визит иерарха так и не состоялся.
24 марта 2016 года патриарх Илия, выдав монашеской общине отпускную грамоту, освободил её из-под юрисдикции Грузинского патриархата, а также рекомендовал клирикам, служащим в общине, войти в структуру Скандинавской митрополии Константинопольского патриархата.
В августе 2018 года монашеская община переехала на ферму Русет в деревне Фьёра, расположенную ближе к месту предполагаемого строительства основного комплекса монастыря.
Кроме норвежской настоятельницы в монашеской общине проживают ещё несколько монахинь разных национальностей из греческого монастыря Воздвижения Креста. Монахини занимаются изготовлением мыла, кремов и мазей на основе природных компонентов.